# Metropolia koszycka

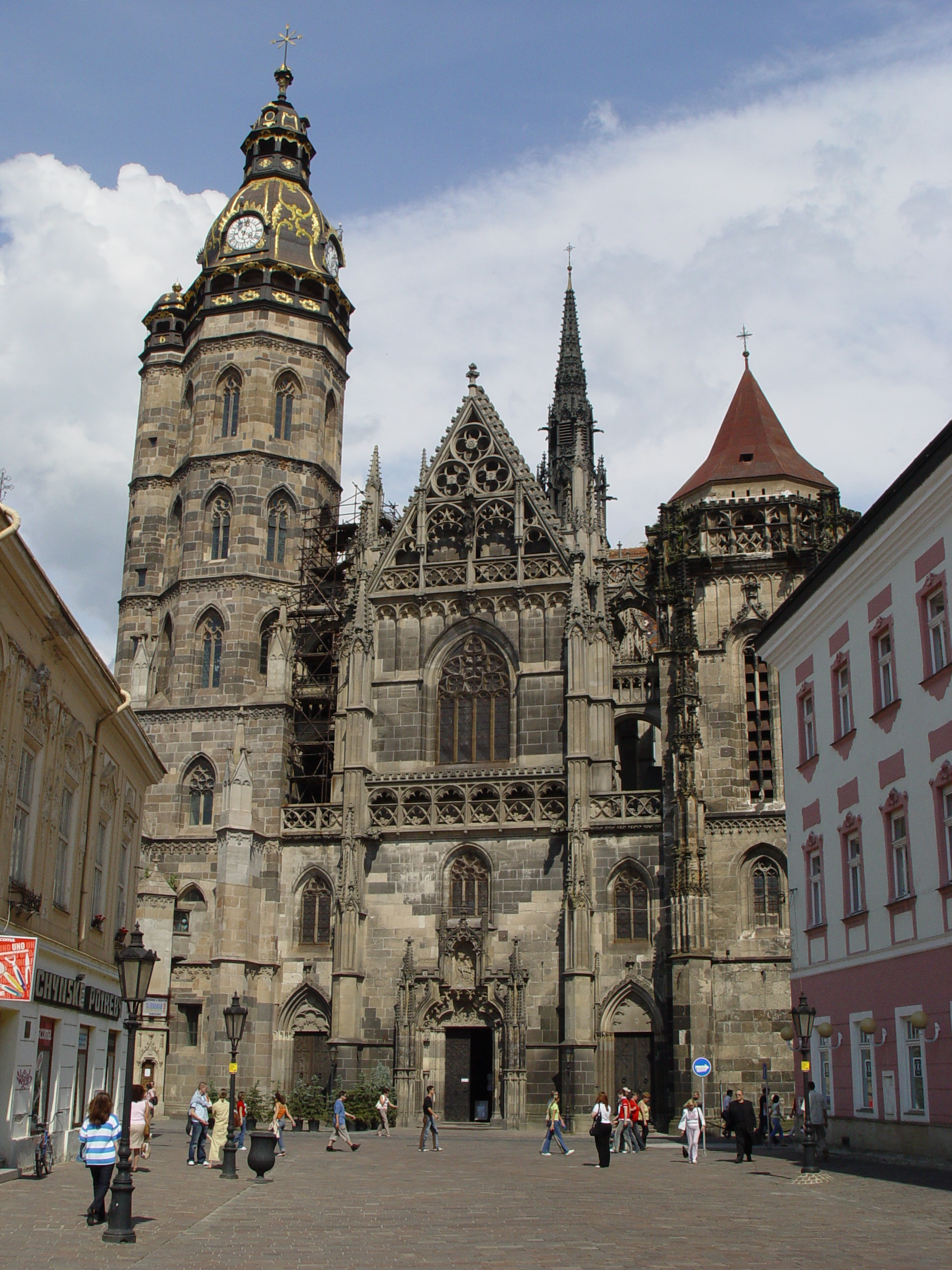
Katedra św. Elżbiety Węgierskiej w Koszycach

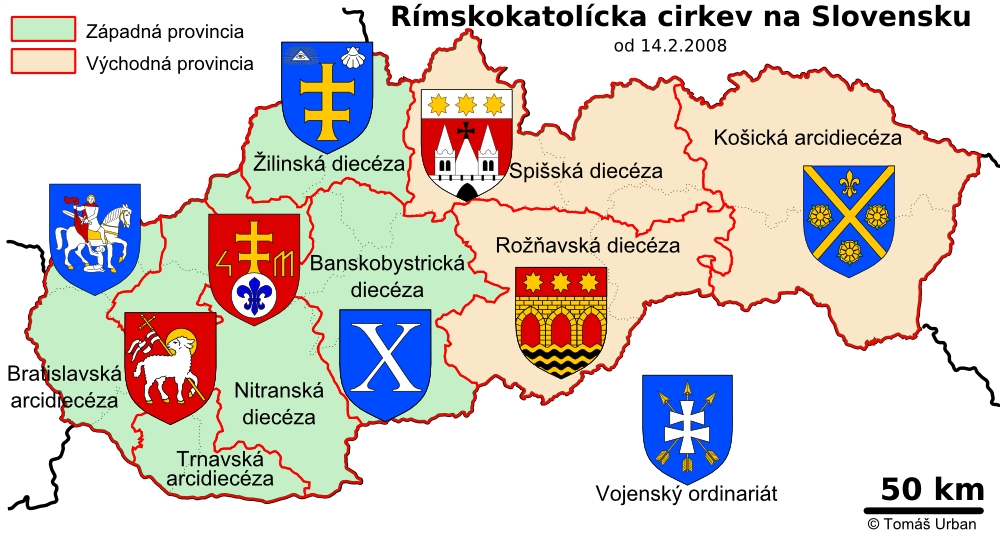
Metropolia koszycka (na pomarańczowo)

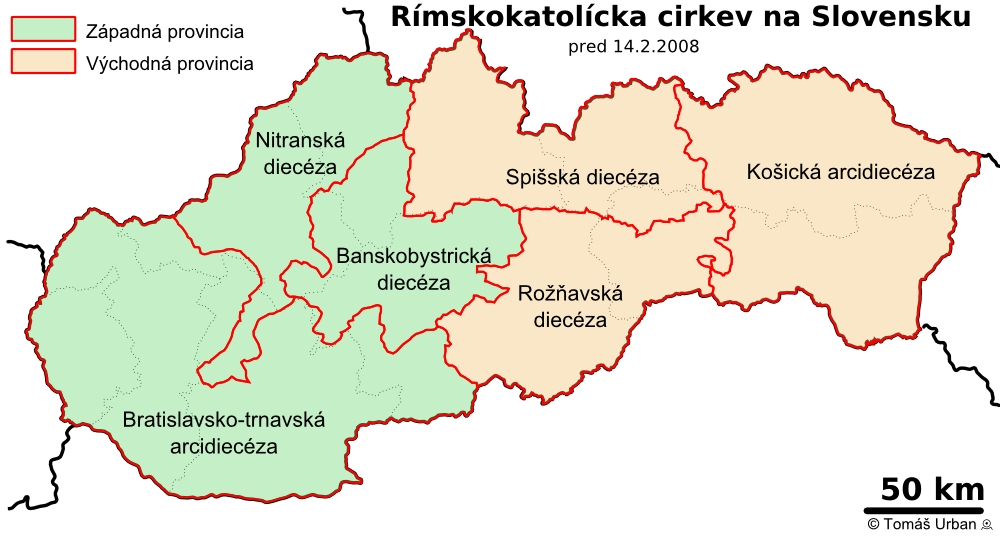
Metropolia koszycka (do 2008)

Metropolia koszycka – jedna z dwóch metropolii obrządku łacińskiego w Kościele katolickim na Słowacji, obejmująca wschodnią część kraju. 

## Dane ogólne
- Powierzchnia: 25 205 km²
- Ludność: 2 058 937
- Dekanaty: 36
- Parafie: 485
  - Katolicy: 1 324 183
  - Udział procentowy: 64,3%
- Księża:
  - diecezjalni: 795
  - zakonni: 168
- Zakonnicy: 201
- Siostry zakonne: 693

## Historia
Pierwotnie tereny te podlegały ustanowionej w XI wieku metropolii jagierskiej. W 1918 rozpadła się Monarchia Austro-Węgierska, a jednym z państw, które powstały na jej gruzach była Czechosłowacja, w której granicach znalazła się spora część metropolii jagierskiej. 
30 grudnia 1977 papież Paweł VI na mocy konstytucji apostolkskiej Qui divino utworzył metropolię trnawską, której jako sufraganię przydzielił diecezję: bańskobystrzycką, koszycką, nitrzańską, rożniawską i spiską.
31 maja 1995 wyodrębniono z niej nową metropolię ze stolicą w Koszycach.

## Podział administracyjny
1. Archidiecezja koszycka
2. Diecezja rożniawska
3. Diecezja spiska

## Metropolici
- 1995-2010: abp Alojz Tkáč
- od 2010: abp Bernard Bober